# Marie-Sabine Roger
Pour les articles homonymes, voir Roger.
Marie-Sabine Roger est une écrivaine française née le 19 septembre 1957 à Bordeaux (France).

## Biographie
Née en 1957 , institutrice en maternelle, elle se consacre progressivement à l'écriture. Elle est publiée pour la première fois en 1989 en littérature jeunesse. Marie-Sabine Roger n'a pas cessé d'écrire depuis, dans des registres très variés, albums et romans jeunesse, romans pour grands adolescents et adultes, nouvelles et romans pour adultes, et plus récemment, collaboration à des scénarios pour le cinéma, avec Jean Becker.
Le Quatrième soupirail, écrit pour des adolescents, reçoit le Prix Sorcières en 2006. Mais depuis les années 2000, elle s'adresse aussi à des lecteurs adultes, et se fait connaître notamment par La Tête en friche, adapté au cinéma par Jean Becker (La Tête en friche). Vivement l’avenir, publié la même année reçoit le Prix Marguerite-Audoux. Bon Rétablissement, publié peu après, en 2012, fait également l'objet d'une adaptation cinématographique par Jean Becker (Bon Rétablissement !).
Elle est publiée par divers éditeurs dont Casterman, Nathan, Hachette jeunesse, ou Seuil jeunesse pour ses albums, et Actes Sud, Thierry Magnier ou le Rouergue pour ses romans.
Elle est installée en Charente, près d’Angoulême.

## Publications

### Littérature jeunesse

#### Albums illustrés
- 1989 : 3 histoires de moutons - Éditions malo
- 1991 : 3 histoires d'extraterrestres - Éditions malo
- 1993 : Philomène Chontard sorcière ! - Éditions malo
- 1993 : 3 histoires de magicien, de dragons et de sorcière - Éditions malo
- 1994 : Un dragon drôlement pénible
- 1994 : Titoine et tante Ursule
- 1994 : Titoine Dradeli, fantôme
- 1994 : L’Inquiétante Madame Crochu
- 1994 : L’Île du Prince Jamal
- 1994 : Les Draps de Titoine
- 1994 : Onésime et le diable
- 1995 : Une souris très enrhumée - Éditions malo
- 1995 : Mystères et chuchotis
- 1995 : Le Vampire de l'abribus
- 1995 : Le Coup de foudre
- 1995 : La Fée de juillet
- 1995 : La Chose du 2e sous-sol
- 1996 : Zibeline n°1 : Gare à l'ogre
- 1996 : Voisin rime avec assassin
- 1996 : Titoine, l'abominable Grignoton
- 1996 : Titoine, les horribles monstres
- 1996 : Titebulle et Cailloupatte
- 1997 : Titoine, quel cirque !
- 1997 : Bon anniversaire Philomène
- 1997 : Le Piège à fées
- 1998 : Petitpain le Lutin
- 1998 : J’apprends à lire avec les images : Le grand voyage du Roi Minuscule
- 1999 : Mon papa ne veut pas de chien à la maison
- 1999 : La Souris des dents
- 2000 : J’apprends à lire avec les images : La sorcière Sorciflette
- 2000 : J’apprends à lire avec les images : Le clown Pantoufle est en retard
- 2000 : Coton, le petit mouton
- 2001 : Je veux tous mes doudous
- 2001 : Comment se débarrasser de ses voisins
- 2001 : Bleu silence
- 2002 : Un volcan en pétard
- 2002 : Tanguy l'Azur
- 2002 : Pitié pour les voleurs !
- 2002 : Monsieur Noël
- 2002 : Chocottons d'avoir si trouille
- 2002 : 1...2...3... Noël !
- 2007 : Le soleil de plus près, illustrations de Géraldine Alibeu (Sarbacane)
- 2008 : Les Sages Apalants, illustrations de Bruno Pilorget (Sarbacane)

#### Romans
- 1997 : Le Vent de la colère - Éditions Hachette
- 1997 : Le Mystère Esteban - Éditions Hachette
- 1998 : À la vie, à la... - Éditions Nathan
- 1999 : Sauve-toi, sauve-nous - Éditions Nathan
- 1996 : Voisin rime avec assassin
- 1997 : Les Sources du mal - Éditions Hachette
- 1997 : Bon anniversaire Philomène
- 1997 : Le Piège à fées
- 1998 : Pitié pour les voleurs
- 2000 : Attention fragiles - Ado
- 2000 : Dakil le magnifique - Fantasy
- 2001 : Le Château de Pierre
- 2002 : La Moitié gauche de la lune - Nouvelles
- 2002 : La Saison des singes
- 2002 : Attention fragiles ! - Ado
- 2003 : Dakil, roi des gnomes - Fantasy
- 2004 : Le Quatrième Soupirail - Ado
- 2004 : Le Royaume des reines - Ado
- 2004 : Une poignée d’argile - Ado
- 2007 : L’Odyssée de Dakil le Grand - Fantasy
- 2008 : Et tu te soumettras à la loi de ton père - Éditions Thierry Magnier

### Littérature adulte

#### Romans
- 2001 : Le ciel est immense, Éditions du Relié
- 2004 : Un simple viol, Éditions Grasset
- 2009 : La Tête en friche, Éditions du Rouergue
- 2010 : Vivement l’avenir, Éditions du Rouergue
- 2012 : Bon Rétablissement, Éditions du Rouergue
- 2014 : Trente-six chandelles, Éditions du Rouergue
- 2016 : Dans les prairies étoilées, Éditions du Rouergue
- 2018 : Les bracassées, Éditions du Rouergue[6]
- 2020 : Loin-Confins, Éditions du Rouergue, coll. La Brune, 200 pages  (ISBN 978-2-8126-2074-4)[7],[8]
- 2021 : Dernière visite à ma mère, L'iconoclaste  (ISBN 9782378801724)

#### Nouvelles
- 2003 : La Théorie du chien perché, Éditions Thierry Magnier
- 2007 : Les Encombrants, Éditions Thierry Magnier
- 2010 : Il ne fait jamais noir en ville, Éditions Thierry Magnier

## Adaptations cinématographiques
- 2010 : La tête en friche, film français réalisé par Jean Becker, avec Gérard Depardieu (Germain) et Gisèle Casadesus (Margueritte).
- 2014 : Bon Rétablissement !, film français réalisé par Jean Becker, avec Gérard Lanvin (Pierre).

## Récompenses et distinctions
- Prix Sorcières 2006[9] dans la catégorie romans adolescents pour Le Quatrième soupirail.
- Prix Sorcières 2010[9] catégorie Documentaire, pour À quoi tu joues ? illustré par Anne Sol
- Prix Marguerite-Audoux 2010 pour Vivement l'avenir (éditions du Rouergue)
- Prix des lycéens allemands 2011[9] pour La tête en friche (éditions du Rouergue)
- Prix littéraire des Hebdos en Région 2011 pour Vivement l'avenir[10] (éditions du Rouergue)
- Prix Saint-Exupéry 2012[9] pour  De ce côté du monde illustré par Sylvie Serprix